# Ernest Willard Gibson
Ernest Willard Gibson (Londonderry, 1871. december 29. – Washington, 1940. június 20.) az Amerikai Egyesült Államok szenátora (Vermont, 1933–1940).